# Château de la Bilherie
Le château de la Bilherie est le nom donné à une grande maison campagnarde construite aux XVIIe et XVIIIe siècles, située sur la commune de Grèzes dans le département de la Haute-Loire.

## Localisation
La Bilherie se trouve sur la commune de Grèzes en Gévaudan, commune rattachée à la Haute-Loire, en 1790. 

## Histoire
Cette maison est décrite dans la Base Mérimée comme une « grande maison campagnarde » du XVIIe et XVIIIe siècles.
La propriété est privée et ne se visite pas. 

## Description
L'accès latéral se fait par un portail à fronton tronqué appuyé sur deux pilastres qui semble dater du début du XVIIe siècle. Le bâtiment comporte une partie de façade en granit appareillé datant du XVIIe siècle et l'autre datant du XVIIIe siècle en moellons et pierre de taille. La façade au sud comporte cinq travées et trois niveaux avec une porte principale à double battant à linteau délardé en arc segmentaire, protégée par Une corniche. Cette façade peut être datée de la fin du XVIIIe siècle par ses fenêtres à linteau cintré.

## Protection
Les façades et les toitures sont inscrites au titre des monuments historiques par arrêté du 28 mai 1979.